# Hylaea templadaria
Hylaea templadaria är en fjärilsart som beskrevs av William Schaus 1901. Hylaea templadaria ingår i släktet Hylaea och familjen mätare. Inga underarter finns listade i Catalogue of Life.